# Circonscription de Boothby
La circonscription de Boothby est une circonscription électorale australienne en Australie-Méridionale. Elle a été créée en 1903 et porte le nom de William Boothby qui fut le directeur fédéral de scrutin pour l'élection de 1901.
Elle est située dans la banlieue sud d'Adélaïde à une distance de 6 à 15 kilomètres du centre ville et s'étend depuis les localités de Mitcham et Belair à l'est jusqu'à Brighton et Marino à l'ouest. Elle comprend le plus grand centre commercial (Westfield Marion) de la partie centrale d'Adélaïde, l'Université Flinders et, jusqu'en 2008, l'usine Mitsubishi à Tonsley Park.
Le Parti libéral a tenu le siège de 1949 à 2022.

## Reorésentants
| Nom                 | Parti            | Période de mandat |
| ------------------- | ---------------- | ----------------- |
| Lee Batchelor       | Travailliste     | 1903–1911         |
| David Gordon        | Commonwealth     | 1911–1913         |
| George Dankel       | Travailliste     | 1913–1916         |
| George Dankel       | Nationaliste     | 1916–1917         |
| William Story]      | Nationaliste     | 1917–1922         |
| John Duncan-Hughes  | Libéral (1922)   | 1922–1925         |
| John Duncan-Hughes  | Nationaliste     | 1925–1928         |
| John Price          | Travailliste     | 1928–1931         |
| John Price          | United Australia | 1931–1941         |
| Grenfell Price      | United Australia | 1941–1943         |
| Thomas Sheehy       | Travailliste     | 1943–1949         |
| John McLeay, Sr.    | Libéral          | 1949–1951         |
| John McLeay, Sr.    | Libéral et rural | 1951-1954         |
| John McLeay, Sr.    | Libéral          | 1954–1966         |
| John McLeay, Jr.    | Libéral          | 1966–1981         |
| Steele Hall         | Libéral          | 1981–1996         |
| Andrew Southcott    | Libéral          | 1996–2016         |
| Nicolle Flint       | Libéral          | 2016–2022         |
| Louise Miller-Frost | Travailliste     | 2022–en cours     |

## Résultats
| Parti                            | Parti                              | Candidat                           | Voix    | %     | ±     |
| -------------------------------- | ---------------------------------- | ---------------------------------- | ------- | ----- | ----- |
|                                  | Libéral                            | Rachel Swift                       | 43 196  | 37,99 | −7,20 |
|                                  | Travailliste                       | Louise Miller-Frost                | 36 746  | 32,32 | −2,31 |
|                                  | Verts                              | Jeremy Carter                      | 17 285  | 15,20 | +3,24 |
|                                  | Indépendant                        | Jo Dyer                            | 7 441   | 6,54  | +6,54 |
|                                  | UAP                                | Graeme Clark                       | 2 520   | 2,22  | +0,33 |
|                                  | Une nation                         | Bob Couch                          | 2 320   | 2,04  | +2,04 |
|                                  | AJP                                | Frankie Bray                       | 1 358   | 1,19  | −1,23 |
|                                  | Démocrates libéraux                | Aleksandra Nikolic                 | 1 250   | 1,10  | +1,10 |
|                                  | Indépendant                        | Paul Busuttil                      | 1 048   | 0,92  | +0,92 |
|                                  | Fédération                         | Peter Harris                       | 543     | 0,48  | +0,48 |
| Total des suffrages exprimés     | Total des suffrages exprimés       | Total des suffrages exprimés       | 113 707 | 95,56 | +0,26 |
| Votes nuls                       | Votes nuls                         | Votes nuls                         | 5 289   | 4,44  | −0,26 |
| Participation                    | Participation                      | Participation                      | 118 996 | 92,54 | −1,07 |
| Résultat de préférence bipartite |                                    |                                    |         |       |       |
|                                  | Travailliste                       | Louise Miller-Frost                | 60 579  | 53,28 | +4,66 |
|                                  | Libéral                            | Rachel Swift                       | 53 128  | 46,72 | −4,66 |
|                                  | Travailliste vainqueur sur Libéral | Travailliste vainqueur sur Libéral | Swing   | +4,66 |       |